# Hitzeschaden (Betonfahrbahn)

Ablauf eines Hitzeschadens an Betonfahrbahnen

Ein Hitzeschaden (oder Hitzeaufbruch) ist ein Straßenschaden, der durch langanhaltend hohe Temperaturen bei Betonfahrbahnen unter bestimmten Voraussetzungen auftritt. Dabei handelt es sich um Abplatzungen oder Aufwölbungen einzelner Betonfahrbahnplatten. Auch ein plötzliches Übereinanderschieben oder Ausknicken der Platten („Blow up“) ist möglich. In den Medien wird dieses Ereignis auch als „Fahrbahnsprengung“ bezeichnet. Bei Fahrbahnen aus Asphalt kann ein derartiger Schaden dagegen nicht auftreten.

## Vorgang
Durch die Einwirkung der Sonnenstrahlung erhöht sich die Temperatur der Betonfahrbahnplatten an der Oberseite und es wird eine Wärmeausdehnung hervorgerufen. Die Unterseite bleibt dagegen kühler und erfährt eine geringere Dehnung als die Oberseite, eine Aufwölbung der Platte ist die Folge. Die Ausdehnung verringert zunächst nur den Fugenraum, der sich zwischen den einzelnen Betonplatten befindet. Ist keine weitere Ausdehnung mehr möglich, treten in den Platten Druckspannungen auf. Diese Druckspannungen nehmen mit Steigerung der Temperatur immer weiter zu und können bis zu einem gewissen Punkt von der Betonplatte aufgenommen werden. Dieser Punkt ist insbesondere abhängig von der Herstellungsqualität und Dicke der Betonplatten, kann aber auch von den Verkehrslasten negativ beeinflusst werden. Kann eine Fahrbahnplatte die Druckspannungen nicht mehr aufnehmen, kommt es zur Zerstörung bzw. zum plötzlichen Ausknicken.

## Ursachen
Hitzeschäden gehen auf fertigungsbedingte und erhaltungsbedingte Mängel an der Betonfahrbahn zurück.
Folgende fertigungsbedingten Mängel können einen Hitzeschaden hervorrufen:
- mangelhafte Verdichtung bzw. zu hoher Hohlraumgehalt des Betons
- zu geringe Dicke der Betonfahrbahn
- mangelhafter Verbund bei mehrschichtiger Bauweise
- fehlerhaft ausgeführte Arbeitsfuge

Folgende erhaltungsbedingte Mängel können einen Hitzeschaden hervorrufen:
- Ersetzen bzw. Auffüllen von defekten Betonplatten durch bzw. mit Asphalt (sogenannte „Asphaltplomben“)
- vernachlässigte Pflege der Fugen

## Gegenmaßnahmen
Es gibt verschiedene Gegenmaßnahmen, um Hitzeschäden an Betonfahrbahnen möglichst zu vermeiden. So müssen Betondecken im Verhältnis zu ihrer Länge eine gewisse Mindestdicke aufweisen, um Druckspannungen aus Hitzeeinwirkung ohne Ausknicken aufnehmen zu können. Des Weiteren ist bei der Erhaltung von Betonfahrbahnen regelmäßig eine Fugensanierung durchzuführen. Das Ausfüllen beschädigter Betonplatten mit Asphalt wirkt sich ebenfalls stark negativ aus und sollte sich auf kurzzeitige Provisorien beschränken.

## Auftreten
Hitzeschäden treten zumeist, wenn auch insgesamt geringer Zahl, bei älteren Betonfahrbahnen auf, die aufgrund einer länger anhaltenden Hitzeperiode stark erwärmt wurden und gleichzeitig bestimmte Voraussetzungen erfüllen. Insbesondere Betonautobahnen aus den 80er- und 90er-Jahren sind anfällig, da man zu der Zeit kostensparend nur 20 Zentimeter dicke Betonplatten verbaut hat. Hinzu kommt negativ beeinflussend das Alter der Platten. Neuere Autobahnabschnitte hingegen werden asphaltiert oder wurden mit 30 Zentimeter dicken Platten errichtet, sodass das Risiko eines Schadens geringer ist. Durch die Sanierung der älteren Autobahnen treten Hitzeschäden jedoch immer seltener auf.
Insbesondere in den besonders heißen Sommern 2003 und 2013 kam es auf mehreren deutschen Autobahnen, wie etwa auf der A 93 in Bayern, zum plötzlichen Ausknicken von Betonplatten mit zum Teil schweren Unfällen, 2015 konnte an der A1 im Kanton St. Gallen ein Blow up beobachtet werden.
Auf der A 29, die die A 1 über das Ahlhorner Kreuz mit dem JadeWeserPort in Wilhelmshaven verbindet, kommt es immer wieder zu Hitzeschäden in Form von Blow ups, so unter anderem in den Jahren 2010, 2013, 2018, 2019 und 2025.
Im Juni 2024 kam es zu einem Blow up auf der vor allem zur Urlaubszeit viel befahrenen Deichstraße, welche den Ortsteil Hooksiel der Gemeinde Wangerland mit der Stadt Wilhelmshaven und dem JadeWeserPort verbindet.
Im Juli 2025 kam es auf der A5 bei Ubstadt-Weiher zu Hitzeschäden.